# 푹호아현
푹호아현(베트남어: Huyện Phục Hòa / 縣復和)은 베트남 동북부 지방 까오방성에 있던 현으로서 현청 소재지는 호아투언 시진이며 면적은 250.1km2, 인구는 65,698명(2019년 기준)이었다.

## 역사
2001년 12월 13일에 푹호아현과 꽝우옌현이 꽝호아현에서 분리되어 신설되었다. 2020년 2월 10일을 기해 다시 꽝호아현으로 통합되었다.

## 행정 구역
푹호아현은 2시진, 5사를 관할하였다.

### 시진
- 따룽 시진 (Thị trấn Tà Lùng, 馱隆市鎭)
- 호아투언 시진 (Thị trấn Hòa Thuận, 和順市鎭)

### 사
- 베반단사 (Xã Bế Văn Đàn, 閉文亶社)
- 깍린사 (Xã Cách Linh, 格靈社)
- 다이선사 (Xã Đại Sơn, 大山社)
- 미흥사 (Xã Mỹ Hưng, 美興社)
- 띠엔타인사 (Xã Tiên Thành, 仙城社)